# مغارة عين الذهب
عين الذّهب هي من أكثر المغارات المكتشفة في تونس إمتدادا إلى حدّ الآن، بطول يناهز 3000 متر، إذ لا تتجاوزها في تونس إلا مغارة المينة التي يتجاوز طولها 3200متر. تقع في جبل السّرج في وسط الجمهوريّة التّونسيّة الّذي يعتبر خامس جبال البلاد ارتفاعا، وحلقة من سلسلة الظّهير التّونسي وهي تسمية سلسلة جبال الأطلس في جزئها التّونسي.

## المميّزات الطّبيعيّة للمغارة
تمتدّ المغاراة حوالي 3 كيلومترات في عمق الجبل، وتحتوي على 9 غرف منفصلة عن بعضها البعض، ويخترقها نهر طبيعيّ جوفيّ.

### النّوازل البلّوريّة
يعود تشكّل هذه المغارة إلى ملايين السّنين، ويبقى أهمّ ما يميّزها النوازل البلورية الرّفيعة الّتي تشكّلت قطرة قطرة عبر عشرات الآلاف من السّنوات، حتّى بلغ طولها الأقصى بين 4.6 و 5 أمتار في عين الذّهب، وتعتبر من بين الأطول من نوعها في العالم.

### الصّواعد والنّوازل
تحتوي هذه المغارة كذلك على صواعد ونوازل عملاقة تلتقي أحيانا لتشكّل أعمدة. وفيما تشكّلت النّوازل عبر الزّمن نتيجة لتحرّك المياه الحمضيّة الّتي تحمل معها الرّواسب الكلسيّة من سقف المغارة، تكوّنت الصّواعد كذلك عن طريق تساقط نفس المياه المحمّلة بالرّواسب على الأرضيّة.

## ترشيحها للقب أجمل مغارة في العالم
رشّح خبراء جيولوجيا تونسيّون سنة 2010 مغارة عين الذّهب للقب أجمل كهف في العالم، وذلك بأن أعدّوا ملفا يحتوي تقارير وصورا وأفلاما وثائقيّة وقدّموه للاتّحاد العالمي لدراسة الكهوف والمغارات الّذي يمنح هذا اللّقب.

## رياضة الاستغوار في عين الذّهب
أصبحت هذه المغارة منذ مدّة غير بعيدة وجهة للمستغورين من كلّ أنحاء العالم لأسباب كثيرة، أهمّها مميّزاتها الطّبيعيّة الفريدة، ولكن كذلك صعوبة الوصول إلى الغرفة الأخيرة بالنّسبة لممارسي هذه الرّياضة؛ إذ يحتاج ذلك إلى الزّحف والتّسلّق والسّباحة.

## وصلات خارجية
- ترشيح مغارة عين الذهب بتونس للقب أجمل كهف في العالم - رويترز نسخة محفوظة 3 أبريل 2010 على موقع واي باك مشين.
- سليانة: مغارة عين الذهب تستقطب الوفود الاستطلاعية ومستقبل السياحة البيئية واعد